# Royal Brunei Airlines
Royal Brunei Airlines ist die nationale Fluggesellschaft Bruneis mit Sitz in Bandar Seri Begawan und Basis auf dem Flughafen Brunei International.

## Geschichte
Im November 1974 erwarb die Fluggesellschaft zwei Boeing 737, mit welchen sie am 14. April 1975 den Flugdienst vom damals neuen Brunei International Airport nach Singapur aufnahm. Im selben Jahr kamen als weitere Ziele Hongkong, Kota Kinabalu und Kuching hinzu. Ein Jahr später kam Manila und 1977 Bangkok als Ziel hinzu. Da im Jahr 1980 eine weitere Boeing 737 zur Flotte kam, konnte 1981 auch der Flugbetrieb nach Kuala Lumpur aufgenommen werden. Weitere neue Ziele waren 1983 Darwin (Australien) und 1984 Jakarta.
Im Jahr 1985 läutete sie eine neue Ära mit dem Kauf dreier Flugzeuge des Typs Boeing 757 ein. Nun konnten auch Flüge in entferntere Länder durchgeführt werden. So kamen 1986 Taipeh und 1988 Dubai hinzu.
Da sie sehr schnell wuchs, wurden im Jahr 1990 Boeing 767-300ER gekauft und die Maschinen vom Typ 737 verkauft. Eine Maschine dieses Typs von Royal Brunei stellte einen neuen Weltrekord auf, in dem sie 17 Stunden und 55 Minuten Non-Stop von den Boeing-Werken in Seattle über Nairobi nach Brunei flog. Mit den neuen Flugzeugen konnten nun Ziele in Europa angeflogen werden, erstes Flugziel war Frankfurt am Main. Gatwick bei London kam im Laufe des Jahres noch hinzu, im Folgejahr wurde aber stattdessen Heathrow angeflogen.
Im Jahr 1992 kam erstmals Dschidda ins Streckennetz. Im darauf folgenden Jahr wurde ein Airbus A340 in den Farben von Royal Brunei ausgeliefert, aber er diente dem Sultanat Brunei nur als Regierungsmaschine. Im selben Jahr kamen als neue Flugziele Abu Dhabi, Zürich, Peking und Bahrain hinzu. In der Folgezeit wurden weitere Ziele im asiatischen Raum (z. B. Osaka, Kalkutta, Yangon und Shanghai), in Australien (Brisbane) und dem Nahen Osten (Kuwait) angeflogen. Um auch im Regionalflugverkehr Geschäfte zu machen, kaufte die Gesellschaft 1996 zwei Fokker 100.
Durch die Asien-Krise Ende der 1990er Jahre kam es wie bei anderen asiatischen Fluggesellschaften auch bei Royal Brunei zu einem Rückgang der Buchungen. Dies führte zu einer Einschränkung des Streckennetzes und der Flotte. Im Jahr 2007 stellte die Fluggesellschaft ihre Verbindungen nach Frankfurt schrittweise komplett ein. Die Fluggesellschaft begründete dies mit Umstrukturierungsmaßnahmen.
Am 1. Oktober 2013 erhielt Royal Brunei Airlines ihre erste von fünf Boeing 787-8, mit der zeitgleich ein neues Corporate Design eingeführt wurde. Am 5. Mai 2014 bestellte Royal Brunei sieben Flugzeuge des Typs Airbus A320neo. Dabei gibt es drei zusätzliche Optionen.
Royal Brunei Airlines ging im August 2016 eine Abmachung zum Codesharing mit den Hong Kong Airlines ein.
Aufgrund der ab 3. April 2019 verschärften Gesetze Bruneis gegen Homosexuelle, die die Steinigung als Strafe vorsehen, wurden in Australien Aufrufe an die Regierung gerichtet, der Fluggesellschaft die Landerechte zu entziehen. Virgin Australia Airlines kündigte einen Vertrag, der ermäßigte Mitarbeitertarife für Mitarbeiter von Royal Brunei gewährte.
Im Juli 2019 hat Royal Brunei Airlines einen Chartervertrag über zwei ATR72-600 mit Malindo Air geschlossen. Die Maschinen werden Regionalflüge zu sieben Zielen auf Borneo durchführen.

## Flugziele
Royal Brunei Airlines bedient hauptsächlich Flugziele im Nahen Osten, Asien und Ozeanien, beispielsweise Dubai, Singapur, Dschidda und Brisbane. Seit Oktober 2018 wird London-Heathrow nonstop angeflogen und seit Februar 2019 Tokio. Unter der Marke RB Link werden Regionale Verbindungen auf Borneo bedient.
Darüber hinaus bestehen Partnerschaften mit Malaysia Airlines und Thai Airways.

## Flotte

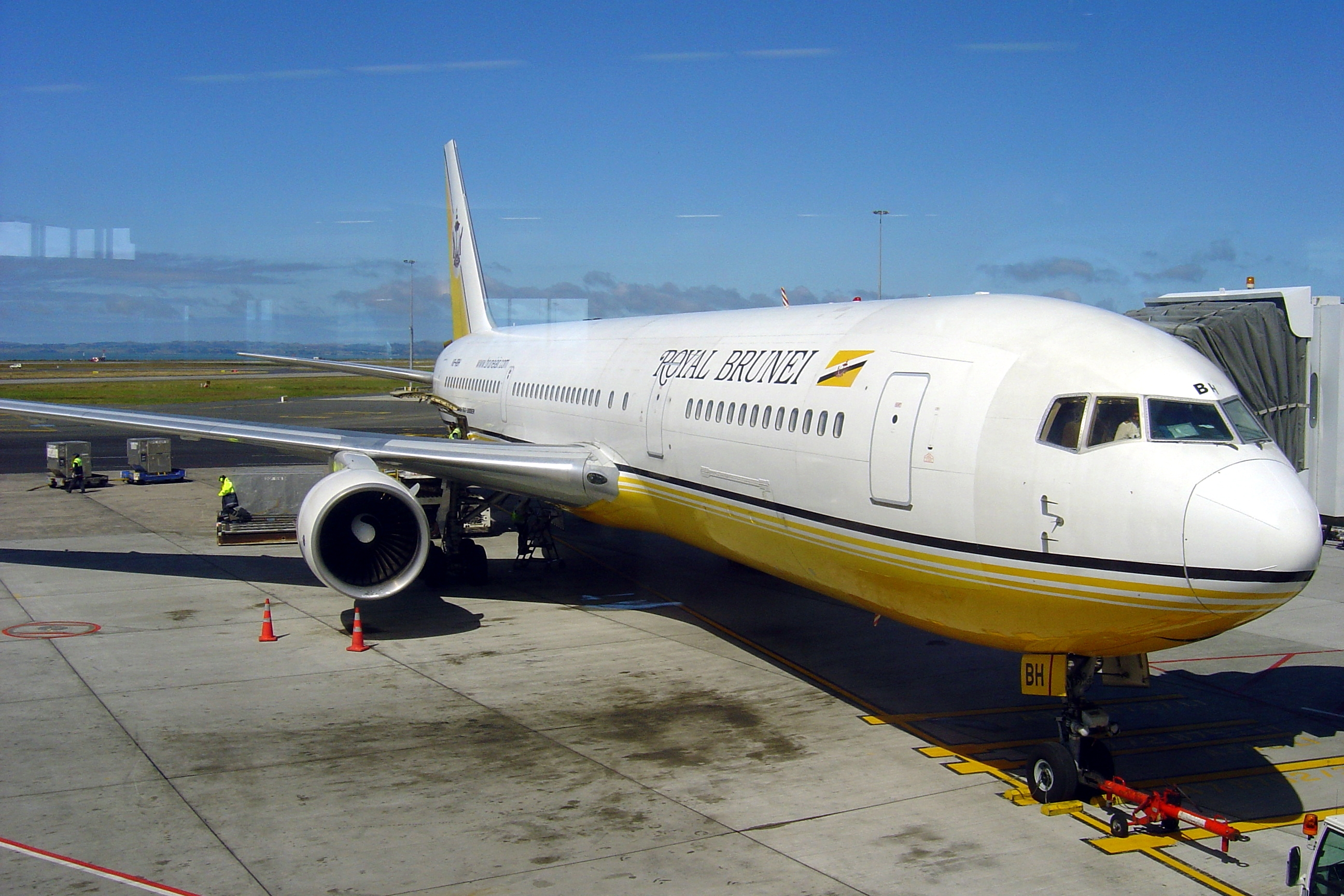
Boeing 767 der Royal Brunei Airlines

Mit Stand Februar 2024 besteht die Flotte der Royal Brunei Airlines aus 13 Flugzeugen mit einem Durchschnittsalter von 7,2 Jahren:
| Flugzeugtyp     | Anzahl | bestellt | Anmerkungen                                 | Sitzplätze (Business/Economy) | Durchschnittsalter |
| --------------- | ------ | -------- | ------------------------------------------- | ----------------------------- | ------------------ |
| Airbus A320-200 | 01     |          | inaktiv; mit Sharklets ausgestattet         | 150 (-/12/138)                | 8,3 Jahre          |
| Airbus A320neo  | 07     |          | einer inaktiv; Erstauslieferung im Mai 2018 | 150 (-/12/18/120)             | 5,6 Jahre          |
| Boeing 787-8    | 05     |          | eine inaktiv; Auslieferung 2013/14 und 2018 | 254 (-/18/236)                | 9,4 Jahre          |
| Boeing 787-9    |        | 04       |                                             | – Offen –                     |                    |
| Gesamt          | 13     | 04       |                                             |                               | 7,2 Jahre          |

Im Februar 2019 brachte die Fluggesellschaft einen Ersatz für ihre Boeing 787-8 ins Spiel, da diese extrem unzuverlässig seien. Im Gespräch sei zudem der Ankauf von Airbus A321neo.

### Aktuelle Sonderbemalungen
| Bemalung       | Flugzeugtyp    | Luftfahrzeugkennzeichen | Zeitraum            | Bild |
| -------------- | -------------- | ----------------------- | ------------------- | ---- |
| Brunei Tourism | Airbus A320neo | V8-RBD                  | seit September 2018 |      |

## Zwischenfälle
Die Gesellschaft verzeichnete in ihrer Geschichte einen Zwischenfall mit Todesfolgen:
- Am 6. September 1997 stürzte eine von Royal Brunei betriebene Dornier 228 (Kennzeichen 9M-MIA) der Merpati Intan mit zwei Mann Besatzung und acht Passagieren an Bord von Brunei nach Miri aus ungeklärten Gründen im Landeanflug auf Miri ab. Niemand überlebte den Zwischenfall (siehe auch Royal-Brunei-Airlines-Flug 238).[15]